# Litoria quadrilineata
A Litoria quadrilineata a kétéltűek (Amphibia) osztályának békák (Anura) rendjébe, a Pelodryadidae családba, azon belül a Pelodryadinae alcsaládba tartozó faj.

## Előfordulása
A faj Indonézia endemikus faja. Természetes élőhelye mocsarak és lakott területek.